# Big Four (audit et conseil)
Pour les articles homonymes, voir Big Four.
Les termes « Big Four » ou « Fat Four » (traduction littérale : les « quatre grandes » ou les « quatre grosses ») font référence à l’oligopole des quatre plus grands cabinets d'audit financier et de conseil au niveau mondial : Deloitte, EY (Ernst & Young), KPMG, et PwC (PricewaterhouseCoopers).
Présents sur toute la planète, le Big Four emploient près de 1 100 000 personnes à travers le globe.
Régulièrement mis en cause dans des scandales comptables et financiers (notamment des accusations de participation à de la fraude fiscale), ils sont aussi controversés pour les conditions de travail de leurs salariés[réf. nécessaire].

## Présentation

### Composition
Les Big Four succèdent aux Big Five, qui comprenaient, outre les entreprises citées ci-dessus, la firme Arthur Andersen. Celle-ci a disparu en 2002 à la suite de l'affaire de fraudes Enron qui a mené à des procédures pénales contre les dirigeants de l'entreprise. Elles-mêmes ont succédé aux Big Six après la fusion de Coopers & Lybrand et de Pricewaterhouse en 1998, qui formeront PwC. La taille et la puissance des Big Four amène parfois à les surnommer les « Fat Four ».
Si tous les Big Four sont présents mondialement et peuvent assurer une couverture globale à leurs clients, du fait de l'histoire et de développements contrastés, les positions de marché de certains réseaux au niveau local sont très inégales. Ainsi KPMG est très puissant au Benelux, alors que Deloitte est numéro un dans la péninsule ibérique, à la suite du rachat des cabinets Andersen portugais et espagnols.
Les Big Four, en position de challengers dans certains pays, servent leurs clients locaux et réalisent des missions provenant de clients dont la maison mère se situe à l'étranger (missions dites de referred-in) alors que les cabinets puissants localement, ayant de grandes multinationales comme clients, effectuent l'audit de l'ensemble du groupe et fournissent des missions aux cabinets du réseau à l'étranger (missions de referred-out), en fonction de la localisation des filiales du client dans le monde.

### Activités

#### Conseil en stratégie
Depuis 2010, les Big Four ont affiché leurs nouvelles ambitions sur le marché du conseil en stratégie afin de compléter l'éventail de leurs prestations de service aux entreprises. Cette tendance s'est notamment manifestée par le rachat en 2012 de Monitor Group par Deloitte et en 2013 de Booz & Company par PwC, ainsi que par des recrutements importants au sein de KPMG et EY pour renforcer cette activité. EY a notamment lancé la marque EY Strategy en avril 2016 en France, trois ans après l'achat du cabinet de conseil en stratégie Greenwich Consulting. En Europe et en France, une vague de concentrations ont transformé cette industrie en un oligopole de quatre acteurs principaux, les « Big Four ».

### Critiques

#### Conditions de travail
Les Big 4 sont connus pour leurs charges de travail lourdes et leur environnement stressant, ce qui mène à des critiques particulièrement fortes sur la qualité de vie au travail et l'équilibre vie personnelle-vie professionnelle. Le taux de rotation du personnel est assez élevé et peut atteindre en moyenne les 20 % en France, et 15 %-20 % au Royaume-Uni.
Au Royaume-Uni, le PDG de KPMG a démissionné après qu'il a déclaré auprès de plusieurs centaines de collaborateurs qu'il fallait « arrêter de se plaindre » et de « jouer aux victimes », à la suite des doléances d'employés lors de la crise du Covid-19.
La question du salaire, faible au regard des efforts exigés et des conditions de travail stressantes, est également souvent soulevée par les employés des Big 4, à l'exception des Associés (ou Partners) qui gagnent très bien leur vie (il est toutefois souvent nécessaire d'avoir 15 années d'expérience en cabinet pour obtenir ce statut, ce qui pose la question de la rémunération avant de devenir associé).

#### Rôle dans l'évasion fiscale
La taille et la puissance des Big Four dans le domaine de l'audit financier et comptable soulève des questionnements sur le manque possible de concurrence dans le secteur. Ces sociétés sont régulièrement condamnées à des amendes pour avoir validé des comptes qui n'étaient pas sincères.
En 2014, les Big Four de l'audit (Deloitte, Ernst & Young, KPMG et PwC) sont cités durant le scandale des Luxembourg Leaks pour avoir conçu plusieurs accords fiscaux contestés entre de grandes entreprises et les autorités du Luxembourg, paradis fiscal. Le journal en ligne altermondialiste Basta ! accuse alors les Big Four de « [faire] la loi dans les paradis fiscaux et tiss[er] leur toile dans les instances internationales ». Au Royaume-Uni particulièrement, ils sont accusés de « jongler avec les conflits d'intérêts », rapporte Le Monde en mars 2015. À la suite des Luxembourg Leaks, le cabinet PwC est accusé par la présidente de la commission parlementaire britannique chargée des comptes publics d'avoir mis en œuvre « rien de moins que la promotion de l’évasion fiscale à échelle industrielle ».
En juillet 2017, L'Humanité relaie un rapport à paraître, commandé par le groupe du Parlement européen Gauche unitaire européenne/Gauche verte nordique, qui pointe l'opacité des Big Four, notamment au travers de leur implantation dans de nombreux paradis fiscaux.
En 2018, un rapport de l'association Corporate Europe Observatory pointe l'influence des quatre grands noms de l'audit sur les règles fiscales de l'Union européenne (la Commission européenne verse elle-même 105 millions d’euros aux Big Four en 2016 pour leurs conseils en matière de fiscalité), au travers de conflit d'intérêts et de pantouflages : plusieurs fonctionnaires européens des services fiscaux ont travaillé pour les quatre entreprises d'audit. Mediapart dit des quatre entreprises d'audit qu'elles sont les « rouages indispensables de l’industrie de l’évasion fiscale ».

## Historique

### Big 8(1970-1989)
Dans les années 1970, les huit plus grosses firmes, elles-mêmes le résultat de fusions antérieures, étaient appelées le Big 8, ce qui reflétait leur domination internationale. Depuis 1989, des fusions ont réduit le nombre des principaux cabinets d'audit comptable de huit à quatre.
| Années 1970 (Big 8)                                   | 1989 (Big 6)             | 1998 (Big 5)             | 2002 (Big 4)             |
| ----------------------------------------------------- | ------------------------ | ------------------------ | ------------------------ |
| Arthur Andersen                                       | Arthur Andersen          | Arthur Andersen          | Démantèlement            |
| Arthur Young & Company                                | Ernst & Young            | Ernst & Young            | Ernst & Young            |
| Ernst & Whinney                                       | Ernst & Young            | Ernst & Young            | Ernst & Young            |
| Deloitte Haskins + Sells                              | Deloitte Touche Tohmatsu | Deloitte Touche Tohmatsu | Deloitte Touche Tohmatsu |
| Touche Ross Bailey & Smart                            | Deloitte Touche Tohmatsu | Deloitte Touche Tohmatsu | Deloitte Touche Tohmatsu |
| Price Waterhouse                                      | Price Waterhouse         | PricewaterhouseCoopers   | PricewaterhouseCoopers   |
| Coopers & Lybrand                                     |                          | PricewaterhouseCoopers   | PricewaterhouseCoopers   |
| Peat Marwick (KPMG depuis la fusion avec KMG en 1987) |                          |                          |                          |

### Big 6(1989-1998)
Les Big 8 deviennent les Big 6 en 1989 quand Ernst & Whinney fusionne avec Arthur Young pour former Ernst & Young en juin, et Deloitte, Haskins + Sells, fusionnent avec Touche Ross pour former Deloitte Touche Tohmatsu qui sera rebaptisé en Deloitte & Touche, puis Deloitte en août.

### Big 5(1998-2002)
Les Big 6 deviennent les Big 5 en juillet 1998 quand Price Waterhouse fusionne avec Coopers & Lybrand pour former PricewaterhouseCoopers (PwC).

### Big 4(depuis 2002)
Arthur Andersen, renommé entre-temps Andersen, et son bureau de Houston étant impliqué dans le retentissant scandale Enron, le réseau est démantelé et les cabinets sont vendus et répartis auprès des concurrents. Ainsi le cabinet français (représenté par Barbier, Frinault et Associés) est racheté par Ernst & Young, alors qu'Andersen Espagne passe sous l'enseigne Deloitte.
De fait, les grands groupes d'audit comptable et financier sont désormais au nombre de quatre. BDO et Grant Thornton sont respectivement les cinquième et sixième plus grands réseaux internationaux en 2015.

## LesBig 4de nos jours: classement
| Cabinet                      | CA 2023 (milliards de $) | Nationalité            | Source |
| ---------------------------- | ------------------------ | ---------------------- | ------ |
| Deloitte                     | 64.9                     | Royaume-Uni États-Unis | [ 26 ] |
| PricewaterhouseCoopers (PwC) | 53.1                     | Royaume-Uni            | [ 27 ] |
| Ernst & Young (EY)           | 45.4                     | Royaume-Uni            | [ 28 ] |
| KPMG                         | 35                       | Pays-Bas               | [ 29 ] |